# Ángel Mariano Morales
Ángel Mariano Morales y Jasso (1784, Tangancícuaro, Provincia de Michoacán, Nueva España, España  - 27 de marzo de 1843, Tlalixtac, Oaxaca, México) fue un clérigo mexicano de origen novohispano que se desempeñó como obispo de Sonora y obispo de Antequera en México.

## Origen
Nació en Tangancícuaro, provincia de Michoacán, en el virreinato de la Nueva España, siendo hijo de don Lázaro de Morales (n. La Habana), regidor y alférez real de la villa de Zamora (Michoacán), notario y alguacil de la Inquisición y administrador de los correos de Tangancícuaro, y de doña Josefa de Jasso Morellón, dueña de la hacienda de San Simón (hija de don Francisco Victorino de Jasso y Dávalos, dueño de la hacienda de la Guaracha en Michoacán, y de doña Dolores de Morellón y Torres).

## Trayectoria
Estudió latín, filosofía y teología en el Seminario Tridentino de Morelia, en donde posteriormente impartió clases y fue rector. Durante su gestión fundó las cátedras de derecho civil y derecho canónico. Se trasladó a la Ciudad de México para estudiar un doctorado en teología en la Universidad. Fue rector del Colegio de Santa María de Todos Santos. 
Fue nombrado cura de San Luis Potosí, y posteriormente de Zamora. En la diócesis de Michoacán fue prebendado, maestrescuela, vicario capitular, y gobernador de la mitra. 
Antes de que concretarse la independencia de la Nueva España, fue diputado a las Cortes de Madrid en dos ocasiones, representó a las diputaciones provinciales de Puebla y de Michoacán. Una vez que México fue un país independiente, fue diputado del estado de Michoacán en 1830 y fue llamado al Congreso Nacional en 1832.

## Obispado de Sonora
El 2 de julio de 1832, fue elegido obispo de Sonora, fue consagrado el 18 de noviembre de 1833, por el obispo Juan Cayetano José María Gómez de Portugal y Solís. Sin embargo, antes de iniciar su viaje para tomar posesión de su nombramiento, sufrió un grave ataque de apoplejía, por tal motivo renunció al cargo en 1834. 
Una vez recuperado, continuó su labor como maestrescuela. En 1837, fue llamado a formar parte de un Consejo de Gobierno, puesto que desempeñó durante cuatro años. Fue durante esta época cuando el papa Gregorio XVI lo condecoró como prelado doméstico y asistente al solio pontificio.

## Obispado de Antequera
El 1 de marzo de 1841, fue elegido obispo de Antequera, debido a las secuelas de su enfermedad, tomó posesión de su mitra hasta el 2 de enero de 1842. Diez meses después, volvió a sufrir un ataque de apoplejía, murió el 27 de marzo de 1843 en Tlalixtac.